# Herbert Gudjons
Herbert Gudjons (* 3. September 1940) ist ein deutscher Erziehungswissenschaftler.
Er war von 1980 bis zu seiner Emeritierung im Jahr 2005 Professor für Allgemeine Erziehungswissenschaft an der Universität Hamburg.

## Biografie
Gudjons besuchte die Gelehrtenschule des Johanneums in Hamburg und das Max-Planck-Gymnasium in Göttingen; er machte 1960 sein Abitur. Zwischen 1960 und 1964 absolvierte er in Göttingen und Hamburg ein Lehramtsstudium und wurde Lehrer an  einer Grund-, Haupt- und Realschule. Nach einem Zweitstudium war er von 1967 bis 1970 wissenschaftlicher Assistent an der Universität Hamburg, promovierte dann über Johann Heinrich Pestalozzi und arbeitete als Dozent am Fachbereich Erziehungswissenschaft.
1980 erhielt er einen Ruf auf die dortige Professur für Allgemeine Erziehungswissenschaft. Gudjons arbeitete seit 1980 als Schriftleiter und Redaktionsmitglied der Zeitschrift Pädagogik. Gudjons war auch in der Lehrerfortbildung tätig. Seit 2005 ist er emeritiert.

## Werke (Auswahl)
- Spielbuch Interaktionserziehung. 185 Spiele und Übungen zum Gruppentraining in Schule, Jugendarbeit und Erwachsenenbildung. Bad Heilbrunn: Klinhardt 2003 (7. Auflage), ISBN 978-3-7815-1281-8
- Handbuch Gruppenunterricht. Weinheim: Beltz 2003 (2. Auflage), ISBN 978-3-407-25287-6
- Didaktik zum Anfassen. Lehrer/in-Persönlichkeit und lebendiger Unterricht. Bad Heilbrunn: Klinkhardt 2003 (3. Auflage), ISBN 978-3-7815-1269-6
- Methodik zum Anfassen. Unterrichten jenseits von Routinen. Bad Heilbrunn: Klinkhardt 2006 (2. Auflage), ISBN 978-3-7815-1424-9
- Frontalunterricht – neu entdeckt. Integration in offene Unterrichtsformen. Bad Heilbrunn: Klinkhardt 2007 (2. Auflage), ISBN   3-7815-1490-0
- Handlungsorientiert lehren und lernen. Schüleraktivierung – Selbsttätigkeit – Projektarbeit. Bad Heilbrunn: Klinkhardt 2014 (8. Auflage), ISBN 978-3-7815-2001-1
- Neue Unterrichtskultur – veränderte Lehrerrolle. Bad Heilbrunn: Klinkhardt 2007, ISBN 978-3-7815-1457-7
- Pädagogisches Grundwissen. Überblick – Kompendium – Studienbuch. Bad Heilbrunn: Klinkhardt 2008 (10. Auflage), ISBN 978-3-7815-1607-6
- Auf meinen Spuren. Übungen zur Biografiearbeit. Bad Heilbrunn: Klinkhardt 2008 (7. Auflage), ISBN 978-3-7815-1600-7
- Mit S. Traub: Pädagogisches Grundwissen. Reihe UTB, Bad Heilbrunn/Obb.: Klinkhardt. 12. Aufl. 2016, ISBN 978-3-8252-4691-4